# Mar de Cèlebes

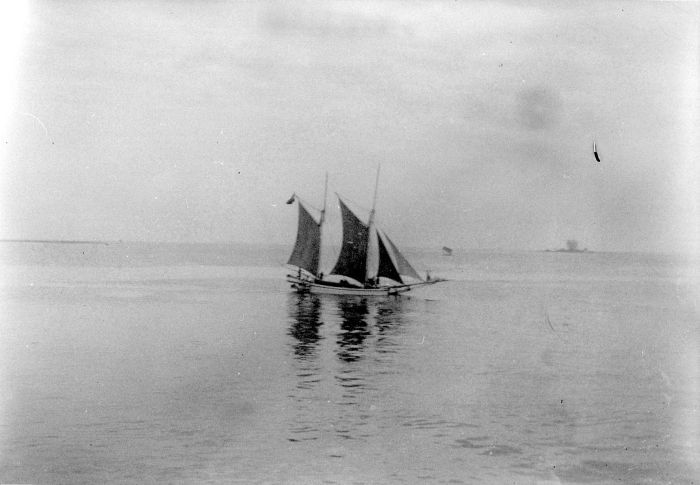
Pinisi dels buguis de Macassar navegant a la mar de Cèlebes

La mar de Cèlebes (Laut Sulawesi) es troba a la part occidental de l'oceà Pacífic. Es troba delimitat al nord per l'arxipèlag Sulu, amb el mar de Sulu i l'illa filipina de Mindanao; a l'est es troben les illes Sangi, al sud l'illa de Cèlebes i a l'oest la de Borneo. Ocupa una àrea de 280.000 km² i la seva profunditat màxima és de 6.200 metres.
La frontera entre Cèlebes i el mar de Sulu es troba a la cresta Sibutu-Basilan. Els forts corrents oceànics, les trinxeres marines profundes i les muntanyes submarines, combinats amb illes volcàniques actives, donen lloc a característiques oceanogràfiques complexes. Al sud del cap Mangkalihat, el mar s'obre al sud-oest a través de l'estret de Macassar cap al mar de Java.
El mar de Cèlebes és un tros d'una antiga conca oceànica que es va formar fa 42 milions d'anys en un lloc allunyat de qualsevol massa terrestre. Fa 20 milions d'anys, el moviment de l'escorça terrestre havia traslladat la conca prou a prop dels volcans d'Indonèsia i Filipines per rebre les deixalles emeses. Fa 10 milions d'anys, el mar de Cèlebes es va inundar de restes continentals, també de carbó, que es va vessar d'una muntanya jove en creixement a Borneo i la conca s'havia acoblat amb Euràsia.

## Delimitació del límit de la Zona Econòmica Exclusiva
El 23 de maig de 2013, el Govern de la República de les Filipines i el Govern de la República d'Indonèsia van signar un acord per establir la línia fronterera que delimita la Zona Econòmica Exclusiva (ZEE) superposada entre els dos països. S'ha acordat que el nord de la línia fronterera estarà sota la jurisdicció de les Filipines (anomenada mar de Mindanao) i Indonèsia al sud de la línia fronterera (anomenada mar de Cèlebes).
| Punt | Latitud     | Longitud       |
| ---- | ----------- | -------------- |
| 1    | 3° 06' 41 N | 119° 55' 34 E  |
| 2    | 3° 26' 36 N | 121° 21′ 31 E  |
| 3    | 3° 48′ 58 N | 122° 56′ 03 E  |
| 4    | 4° 57′ 42 N | 124° 51′ 17 E  |
| 5    | 5° 02′ 48 N | 125° 28' 20 E  |
| 6    | 6° 25′ 21 N | 127° 11′ 42 E  |
| 7    | 6° 24′ 25 N | 128° 39′ 02″ E |
| 8    | 6° 24′ 20 N | 129° 31' 31 E  |

## Extensió
L'Organització Hidrogràfica Internacional (OHI) defineix el mar de Cèlebes com una de les aigües de l’arxipèlag de les Índies Orientals. L'OHI defineix els seus límits de la següent manera:
| « | Al nord. El límit sud del mar de Sulu [Des de Tagolo Point, per la costa oest de Mindanao fins a l'extrem sud-oest des d'allà fins a la costa nord de l'illa de Basilan (6° 45′ N, 122° 04′ E / 6.750°N,122.067°E), travessant aquesta illa fins a l'extrem sud, des d'allà una línia fins a l'illa de Bitinan (6° 04′ N, 121° 27′ E / 6.067°N,121.450°E) a l'extrem oriental de l'illa de Jolo, passant per Jolo fins a un punt llarg. 121°04'E a la seva costa sud, des d'allà a través de les illes Tapul i Lugus i al llarg de la costa nord de l'illa Tawi-Tawi fins a l'illa Bongao al seu extrem occidental (5° 01′ N, 119° 45′ E / 5.017°N,119.750°E), i des d'allà fins a Tanjong Labian, l'extrem nord-est de Borneo] i la costa sud-oest de Mindanao. A l'est. Una línia des de Tinaca Point, el punt sud de Mindanao, fins al punt nord de Pulau Sangihe Besar (3° 45′ N, 125° 26′ E / 3.750°N,125.433°E) des d'allí a través del pulau-pulau Sangihe fins a Tanjung Puisan, l'extrem nord-est de Célebes [ Sulawesi ]. Al sud. La costa nord de Cèlebes entre tanjung Puisan i tanjung Binar (Rius del Cap) (1° 20′ N, 120° 52′ E / 1.333°N,120.867°E) i des d'allà una línia fins a Tanjung Mangkalihat a Borneo, el límit nord de l'estret de Macassar [una línia que uneix Tanjung Mangkalihat, Borneo (1° 02′ N, 118° 57′ E / 1.033°N,118.950°E) i tanjung Binar (Cape Rivers), Cèlebes (1° 20′ N, 120° 52′ E / 1.333°N,120.867°E)]. A l'oest. La costa est de Borneo entre Tanjung Mangkalihat i Tanjong Labian, el límit sud del mar de Sulu. | » |

## Vida marina

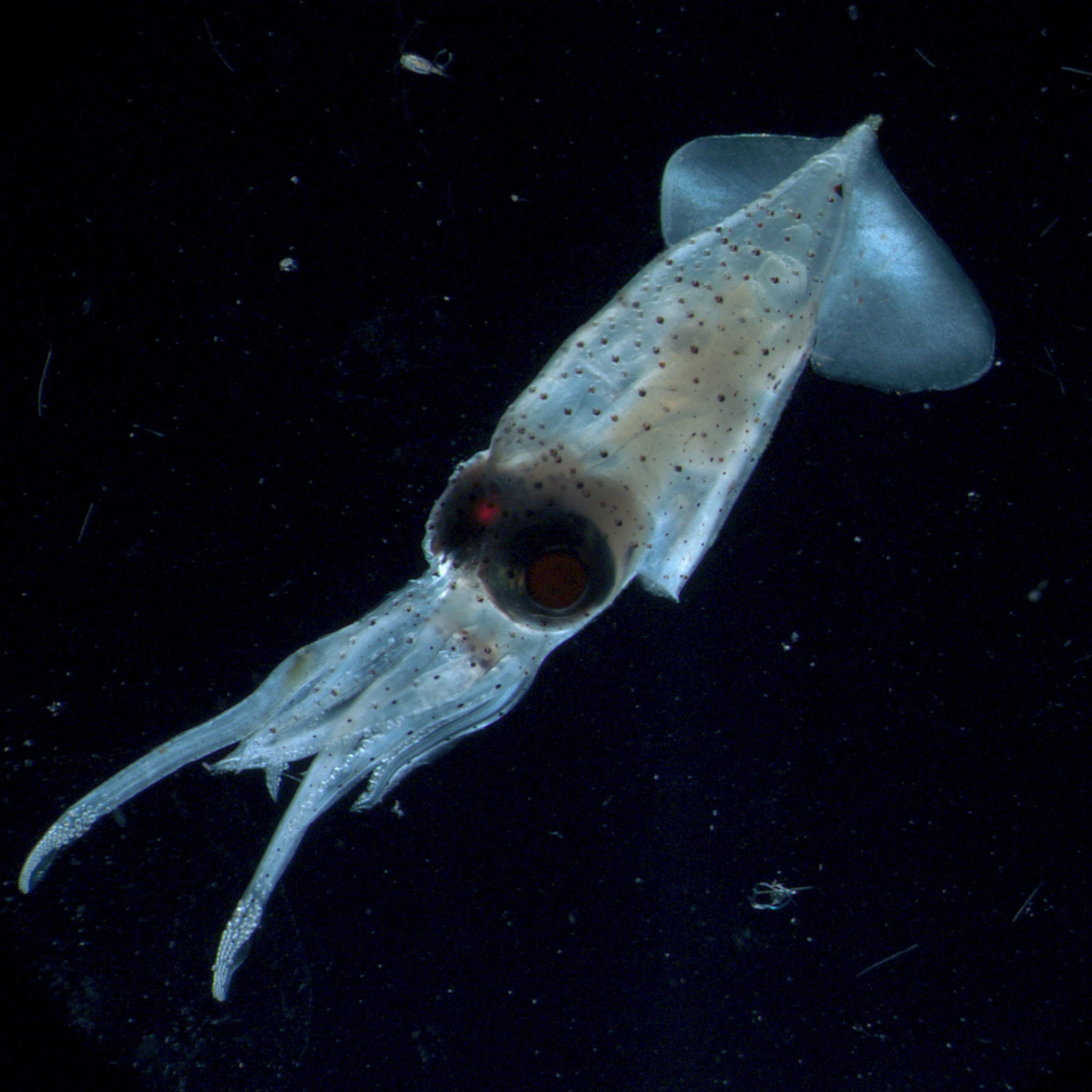
Calamar del gènere Enoploteuthis del mar de Célebes

El mar de Célebes acull una gran varietat de peixos i criatures aquàtiques. L'entorn tropical i les càlides aigües clares li permeten albergar unes 580 de les 793 espècies de coralls que construeixen esculls del món, que creixen com a alguns dels esculls de corall més biodiversitats del món, i una impressionant varietat de vida marina, incloses les balenes, dofins, tortugues marines, manta, àguila, barracuda, istiofòrids i altres espècies d'esculls i pelàgics. La tonyina i la tonyina d'aleta groga també són abundants. A més de l'elevada abundància de peixos capturats al mar de Célebes, aquest mar també produeix altres productes aquàtics com el tang de mar.

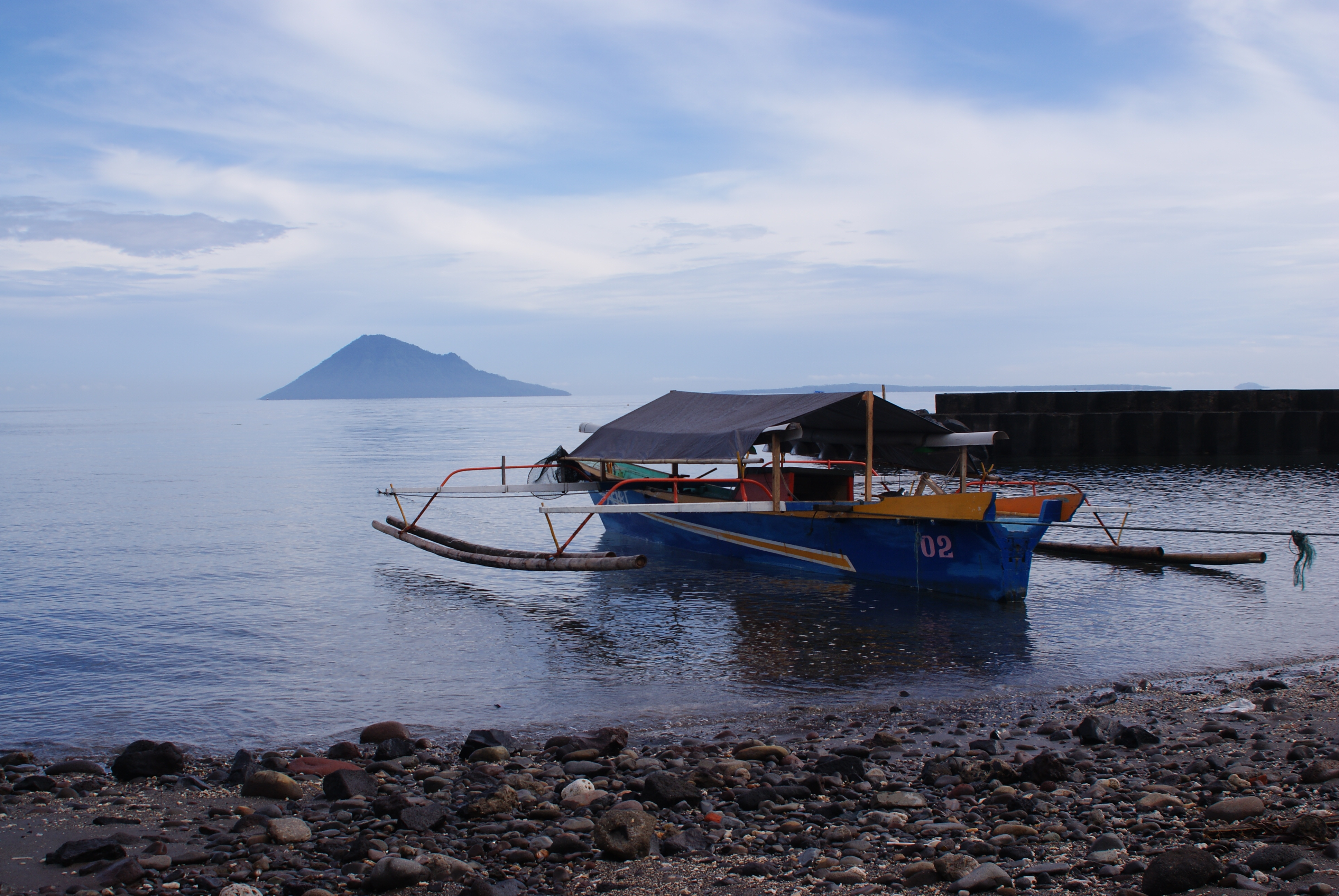
Frontera sud del mar de Célebes. Platja de Kalasey a l'illa de Bunaken, al nord de Sulawesi

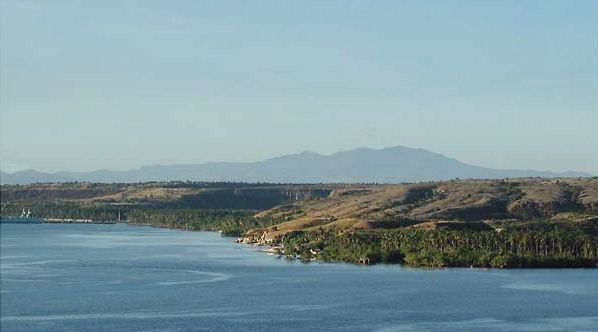
Mar de Célebes a la seva frontera nord. Zona costanera de Maitum, Sarangani

## Importància comercial
El mar de Célebes és una ruta marítima important per al comerç regional. El mar també és popular per al submarinisme i els creuers oceànics de luxe.

## Geologia
El mar de Célebes està sota una placa oceànica amb una estesa oceànica mitjana a la part central. Aquesta placa està subduïda al sud i al nord. En aquesta zona es van fer diverses prospeccions sísmiques i perforacions d'investigació per recollir informació geològica.
El mar de Cèlebes és un tros d'una antiga conca oceànica que es va formar fa 42 milions d'anys en un lloc allunyat de qualsevol massa terrestre. Fa 20 milions d'anys, el moviment de l'escorça terrestre havia acostat la conca prou als volcans indonesis i filipins per rebre les deixalles emeses. Fa 10 milions d'anys, el mar de Cèlebes es va inundar de deixalles continentals, inclòs el carbó, que es va desprendre d'una jove muntanya en creixement a Borneo i la conca es va acoblar a Euràsia.

## Clima
El clima dominant a la zona és el tropical. Entre la conca de Cèlebes i la fossa de les Filipines té lloc l'intercanvi d'aigua amb l'oceà Pacífic. A l'estiu, el monsó provoca l'intercanvi amb el mar de Java a través de l'estret de Macassar. A la mar de Cèlebes hi arriba paral·lelament a la costa de Mindanao el corrent oceànic de Mindanao.

## Ecologia
La mar de Cèlebes conté una variada flora i fauna, destacant la colònia de cetacis, ja que 26 de les 78 espècies de balena viuen en aquestes aigües. Entre la fauna també destaquen els coralls, les barracudes i les tortugues marines.

### Noves espècies
Científics filipins i nord-americans han trobat aparentment entre 50 i 100 noves espècies de fauna i marina al mar de Cèlebes entre les Filipines i Indonèsia, una de les reserves de biodiversitat més grans del planeta.
Entre altres hi ha un cogombre taronja, un petit peix similar al que protagonitza la pel·lícula de Disney Buscant Nemo i un cuc amb tentacles que li surten del cap. Un equip de científics de l'Institut Oceanogràfic de Woods Hole i l'organització National Geographic, en col·laboració amb el Govern filipí, va pentinar a principis de mes una àmplia zona del mar de Cèlebes que de moment es troba fora de perill de l'augment del nivell de les aigües a causa de l'escalfament global. S'acaben de descobrir més de 100 noves espècies en aquest curiós mar.

## Pirates
La mar de Cèlebes és coneguda per l'existència de pirates que ataquen els pesquers i fins i tot grans vaixells de càrrega. Les autoritats han posat tots els mitjans possibles per evitar-ho, de cara a protegir el turisme.